# O Nosso Futebol
O filme português O Nosso Futebol (1984) é um documentário de longa-metragem de Ricardo Costa. Ilustra um século de futebol, enquadrado na história social e política de Portugal. A narrativa é conduzida por António Vitorino de Almeida, também autor da música original do filme.
Estreia em Lisboa a 10 de Dezembro de 1985 nos cinemas Rex  e N’Gola (antigo Quinteto).

## Sinopse
«Portugal, cem anos de futebol e história. Joga-se desde o princípio um insuspeitável jogo, feito de inúmeros jogos parcelares, num permanente confronto de opositores. Opositores que se sucedem, povoando sempre, dir-se-ia, os mesmos dois campos: Sporting / Benfica, Lisboa / Porto, Portugal! Que história é essa que se conta? Que aguerridos jogos, afinal, se vê jogar?
O nosso futebol: o futebol da nossa história. Desde 1888. Os aristocratas dos primórdios contra os ingleses. O Ultimato. O "jogo do coice",  a insolente desforra dos órfãos da Casa Pia, a migração de Belém para Benfica, Alvalade, o Grupo do Destino , o Regicídio de 1908. O Lisboa-Madrid. O futebol da República, confrontos na União, o Carcavelinhos, a plebe em acção, a 1ª Grande Guerra, vencedores e vencidos, a eclosão dos anos vinte, glórias de Amesterdão, Pepe  e Mussolini, o Quadro Eléctrico,  as multidões, a crise, os golos de Salazar. Milhões de adeptos. O Estádio Nacional (Estádio Nacional do Jamor), heróis lendários, os Cinco Violinos, a vitória contra os Ingleses, Fátima, Futebol e Fado. A televisão. Anos sessenta: o apogeu, o Totobola, o Benfica-Barcelona, a Taça das Taças, a Minicopa, o Eusébio, negros das colónias em pleno estádio,  avindos irmãos. O quebrar da onda, a Revolução dos Cravos, verdes e encarnados, o transe, novas vitórias de velhos clubes. E hoje, que vontades, que futuro para as incalculáveis lutas? Assim se joga o nosso futebol» (cit. sinopse do produtor).

## Enquadramento histórico
É uma produção independente encomendada pelo Departamento de Apostas Mútuas (Totobola) da Santa Casa da Misericórdia de Lisboa (de que então era provedor o socialista João Gomes), à empresa Diafilme, gerida por Ricardo Costa. A Diafilme produzia a série de documentários culturais que acompanhava na RTP o programa Vamos Jogar no Totobola,  curtas-metragens realizadas por uma equipa de jovens cineastas. Era interesse da Sta. Casa que lhes fosse entregue um pequeno filme mas, por vontade dos produtores e graças a alguns apoios institucionais, o resultado final foi uma longa-metragem, destinada ao circuito comercial.
O lançamento e consequente exibição de O Nosso Futebol foi assegurado pela gerência da sala de espectáculos do Forum Picoas,  uma das salas de Lisboa com mais programação cultural, dirigida pela escritora Natália Correia. A estreia e as primeiras semanas de exibição eram acompanhadas por uma grande exposição de fotografias e de velhos equipamentos de difusão televisiva intitulada O Futebol na Comunicação: um espaço relativo ao papel histórico da RTP na mediatização do futebol, emissões em directo da rádio (RDP) cobrindo eventos e seguindo de perto uma série de colóquios com especialistas em áreas relacionadas.
Em vésperas da estreia, após um visionamento em sessão privada, decide o provedor João Gomes impedir a saída do filme. A decisão não é sem consequências: segue-se um folhetim mediático, torna-se a fita notícia de primeiras páginas.
O filme não é exibido, mas não sem uma boa razão: é «ideologicamente incorrecto». Pelo mesmo motivo e pelas mesmas imagens (o PREC,  Mário Soares, Frank Carlucci) tinha-se tornado indesejável também o Bom Povo Português (1981), documentário de Rui Simões. Estamos agora em Dezembro de 1985. A 26 de Janeiro de 1986 dá-se a primeira volta das eleições presidenciais de que sairá vencedor Mário Soares (9 de Março de 1986).
O Nosso Futebol, entretanto maltratado por certa crítica, acabará por ser exibido em duas salas de Lisboa, geridas por um ex-sócio do cinema Quarteto,  no renovado cinema Rex e no inovado N’Gola, com alguns mas modestos resultados. Seria por fim exibido na RTP em 2002.

### Cronologia
O Nosso Futebol tinha antestreia marcada no Forum Picoas para o dia 2 de Setembro de 1985. Tinha sido seleccionado para abrir no dia 5 de Setembro o XIV Festival Internacional da Figueira da Foz. Seria estreado em Lisboa no Forum Picoas a 25 de Setembro, a 1 de Janeiro seguinte no cinema Rivoli, no Porto, e a 14 de Janeiro no cinema Gil Vicente, em Coimbra. 
No próprio dia da antestreia no Fórum, dia 2, em entrevista ao jornal Comércio do Porto, José Vieira Marques, director do Festival Internacional de Cinema da Figueira da Foz, declara que «nem pintado de ouro o filme será  apresentado na Figueira da Foz». Tinha ele recebido um telefonema da Direcção Geral da Acção Cultural e dos Direitos de Autor (IGAC) a avisar que o filme não poderá passar porque «pura e simplesmente não existe»: isto é, não tem o necessário certificado.  Porém, o registo legal já tinha sido feito.
Embaraçada, a administração do Forum Picoas declara que a obra será estreada durante o “Mundial” de futebol que se iniciará a 7 de setembro. Mas a fita não sai, o que acabará por levar à anulação das estreias no Porto e em Coimbra. Sem justificação, a administração do Forum, mau grado o manifesto desagrado de quem é responsável pela programação da sala, desvincula-se de todos os compromissos.
O lançamento de O Nosso Futebol acabará entretanto por ser assegurado pela distribuidora Cinefilme, de José Gonçalves que, regressado de Angola onde geria uma rede de cinemas, decide remodelar o espaço e o equipamento de duas salas da capital, o nobre Quinteto, na Rua Actor Taborda (chamava-se agora N’Gola e voltaria a ter o nome original de Cine Bolso) e o velho e mítico cinema Rex, da Rua da Palma , investindo nisso quantias consideráveis. A estreia é marcada para o dia 10 de Dezembro,  com pompa e circunstância, reforçada com uma parte da exposição de fotografias do Forum Picoas.  Mas de novo o tiro sai pela culatra.
Estamos em período avançado da campanha eleitoral para a Presidência da República. O ruído envolvente submerge todos os outros. Todos os cartazes colados nas paredes da cidade a anunciar O Nosso Futebol são tapados com o retrato do principal candidato e futuro Presidente. O filme perde o impacto mediático, deixa de ser jogo que «voa num olhar».  
Só passado cerca de um ano se voltará a falar do filme, que é seleccionado para o Festival International du Film Sportif, no seu género «o mais importante a nível mundial», em sessão especial intitulada La Gloire du Football. O evento tem lugar em França, na cidade de Rennes, em Outubro de 1986. 
Fazem-se ouvir os ecos dessa presença na imprensa portuguesa.  Entretanto o cinema Rex fecha de vez e o N’Ggola, transvertido em Cine Bolso, só sobrevive com a exibição de filmes pornográficos. Posteriormente, O Nosso Futebol será visto ocasionalmente em exibições públicas. 

## Ficha técnica
APOIOS:
- Santa Casa da Misericórdia de Lisboa (Dep. de Apostas Mútuas)
- Instituto Português de Cinema (pós-produção)
- Cinemateca Portuguesa (imagens de arquivo)

PRODUÇÃO:
- Diafilme

direcção de produção
- Ricardo Costa (cineasta)
- João Basílio
- Olívia Lacerda

ARGUMENTO:
- José de Sá Caetano
- Ricardo Costa

INVESTIGADORES:
- Vítor Ferreira
- Ana Portugal
- Fernando Marques da Costa
- Cunha Pereira
- Olívia Lacerda
- Ricardo Costa

COLABORAÇÕES:
- Museu da Cidade (CML)
- Biblioteca Nacional
- RDP
- RTP
- A Bola
- Record (jornal desportivo)
- Expresso (Portugal)
- Família Pinto Basto
- Direcção Geral dos Desportos
- Federação Portuguesa de Futebol
- Associação Desportiva do Funchal
- Sporting Clube de Portugal
- Sport Lisboa e Benfica
- Clube de Futebol Os Belenenses
- Futebol Clube do Porto

COLABORADORES:
- Vítor Santos [19]
- Neves de Sousa [20]
- José de Matos-Cruz
- Jorge Vieira (treinador de futebol)
- Álvaro Braga
- Acácio Rosa [21]
- Augusto Poiares [22]
- Manuel Sérgio

Fotografia:
- João Ponces de Carvalho
- Moedas Miguel
- José João (truca - Tobis Portuguesa)

Som:
- Valdemar Miranda

Músicas de arquivo:
- Jorge Melo Cardoso

Música original:
- António Vitorino de Almeida

Mistura de bandas:
- Luis Brandão

Laboratórios:
- Tobis Portuguesa
- Nacional Filmes

Cartaz:
- Judite Cília

## Festivais e exibições especiais
- Festival International du Film Sportif de Rennes [23], outubro de 1986 (sessão especial fora de competição)
- RTP a 30 de Junho de 2002 (RTP2 22h 55) no último dia do Campeonato Mundial de Futebol - ver notícia[ligação inativa] no jornal Record
- Cinema Rivoli (Porto), 16 Abril de 2004
- Festival Internacional de Tróia,  Junho, 2004
- Museu da República e Resistência, Lisboa, 22 de Junho 2004
- Cinemateca Portuguesa, Lisboa, 24 de Fevereiro de 2010. Notícia - jornal Record

## Textos relacionados
- Futebol em Portugal
- Contribuição para a história do futebol em Portugal – tese de Ana Bela Nunes e Nuno Valério, 1996 (ISEG)
- Dos pontapés na bola aos pontapés no direito – tese de mestrado de Carlos Nolasco (Faculdade de Economia da Universidade de Coimbra), 1999
- Artigo sobre o livro “Filosofia do Futebol" de Manuel Sérgio

- O esporte no cinema de Portugal – artigo de Victor Andrade de Melo (Universidade Federal do Rio de Janeiro)
- Futebol e cinema: relações – artigo de Victor Andrade de Melo (Universidade do Futebol).

Clubes
- Sporting Clube de Portugal
- Sport Lisboa e Benfica
- Clube de Futebol Os Belenenses
- Futebol Clube do Porto